# Форт Сілл
Форт Сілл (англ. Fort Sill) — одна з військових баз армії США, яка розташована на відстані 85 миль на південний захід від столиці штату Оклахома міста Оклахома-Сіті в окрузі Команчі. Форт був заснований у 1869 році в роки Індіанських воєн і є Національною історичною пам'яткою. У Форт Сілл розміщуються пункти постійної дислокації Школи польової і зенітної артилерії армії США, а також одна артилерійська та одна бригада ППО.

## Дислокація
- Школа зенітної артилерії армії США
  - 30-та бригада ППО і ПРО
- Школа польової артилерії армії США
  - 428-ма артилерійська бригада
  - 434-та артилерійська бригада
- Артилерія III АК
  - 75-та артилерійська бригада
- 32-ге командування ППО і ПРО
  - 31-ша бригада ППО і ПРО

## Відомі люди
- Елізабет Скотт (1917—1988) — американська математикиня, фахівчиня зі статистики.

## Галерея

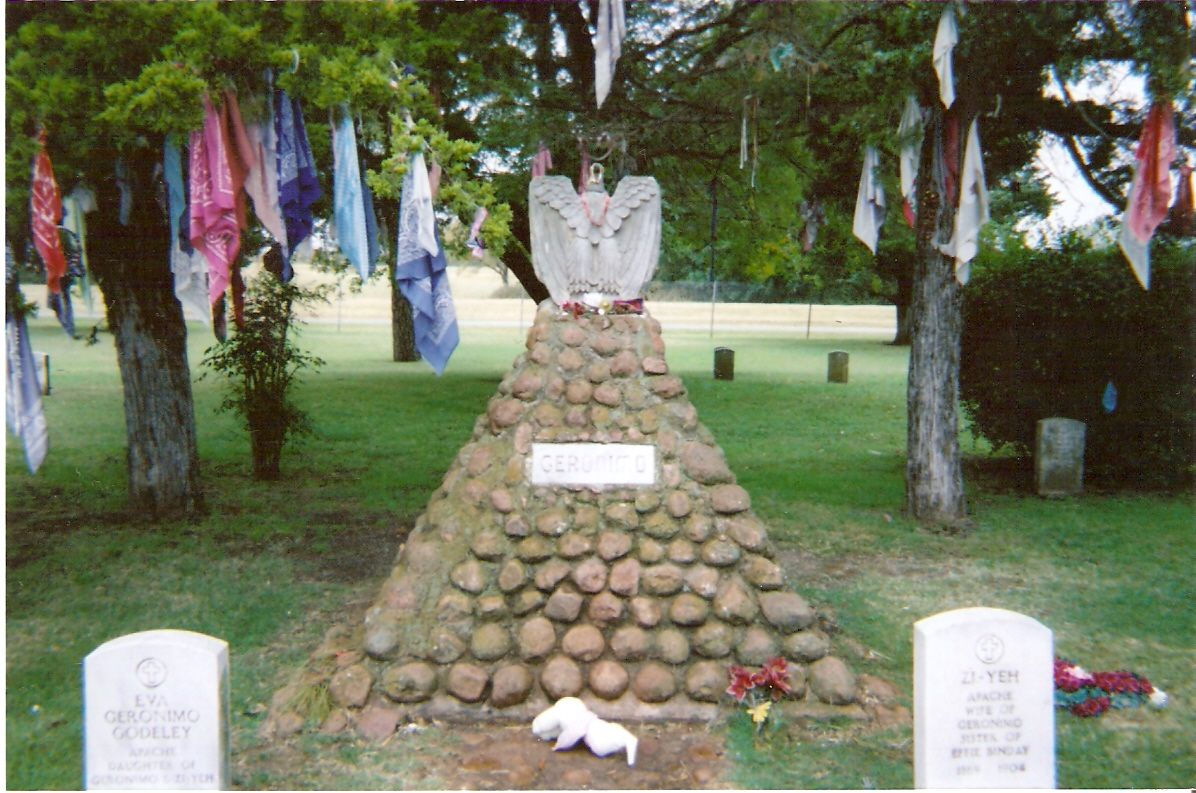
Місце поховання Джеронімо. 2005
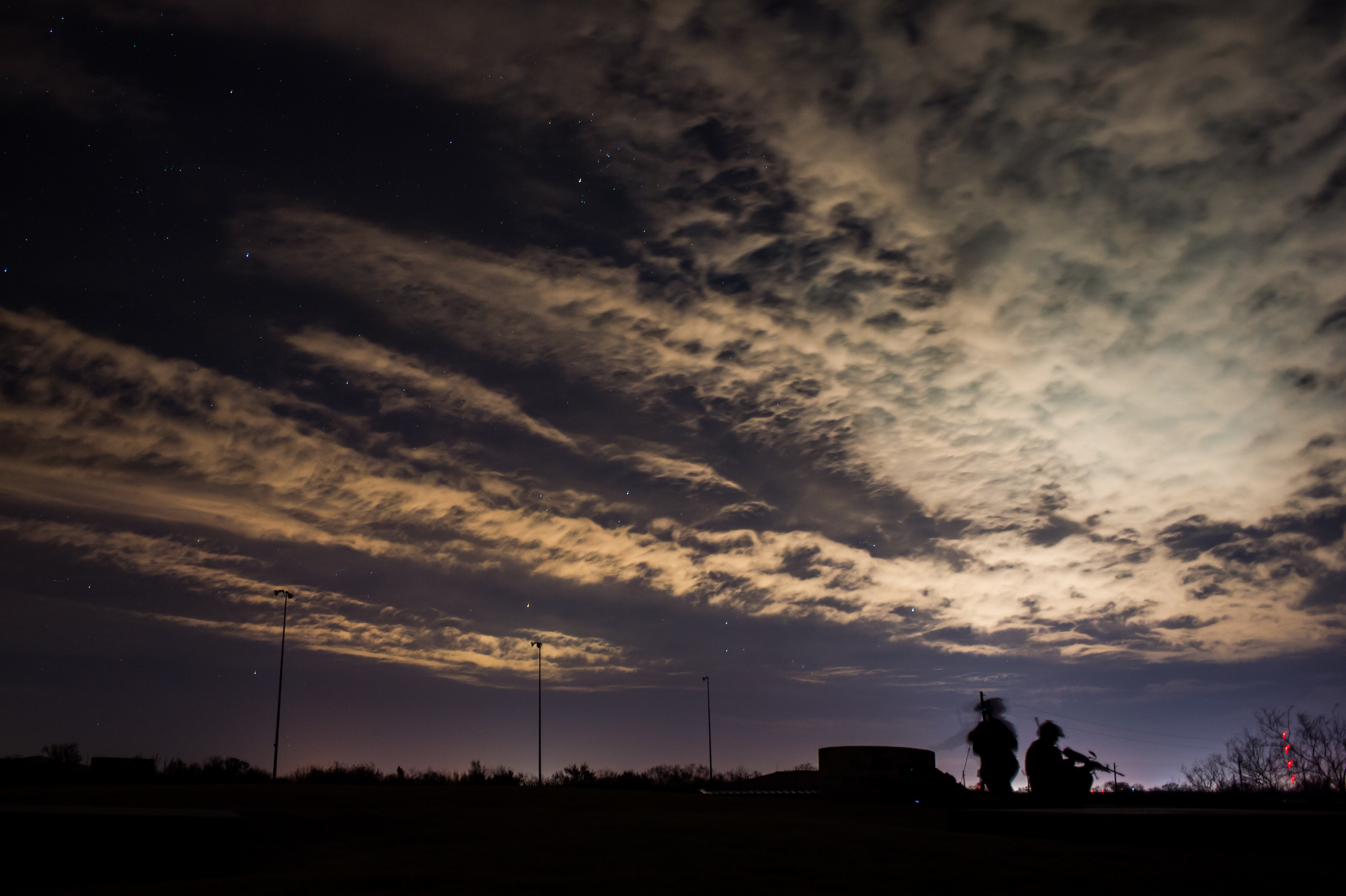
Тактичні навчання групи спеціальної тактики зі складу 24-го крила спеціальних операцій у Форт Сілл. 2017
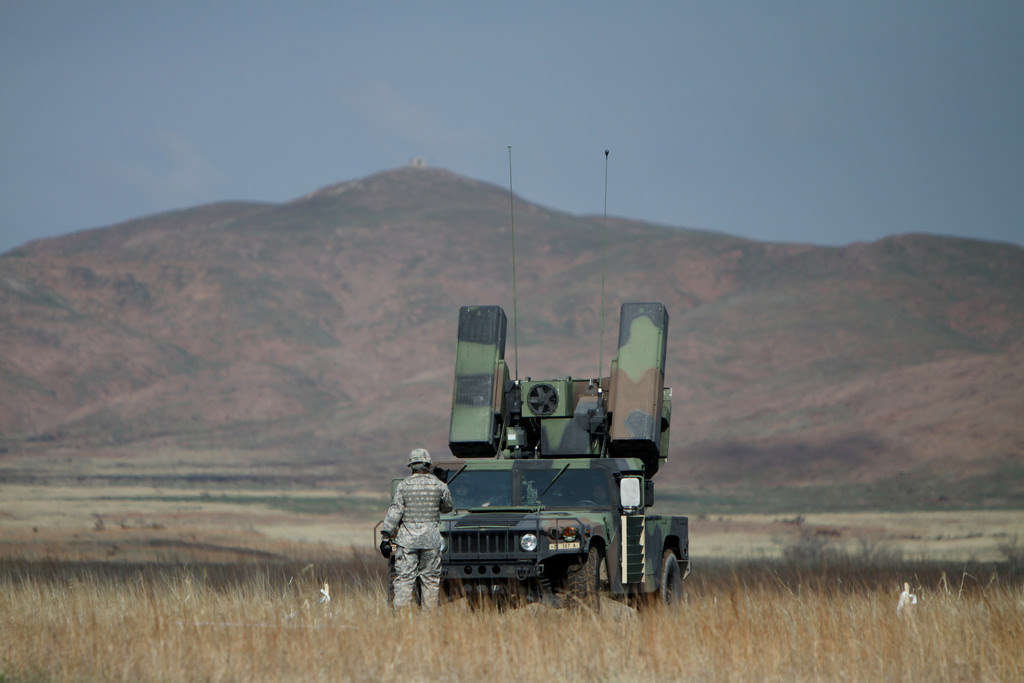
Самохідний ЗРК M1097 «Евенджер» перед стрільбою. Полігон Форту Сілл. 2014
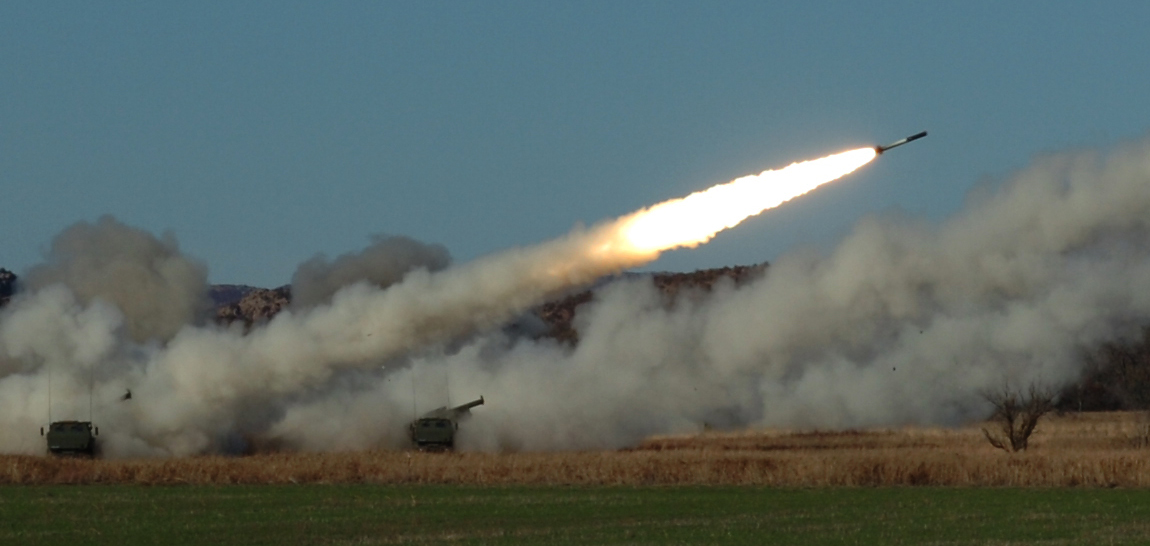
Залпова стрільба РСЗВ HIMARS. 2010
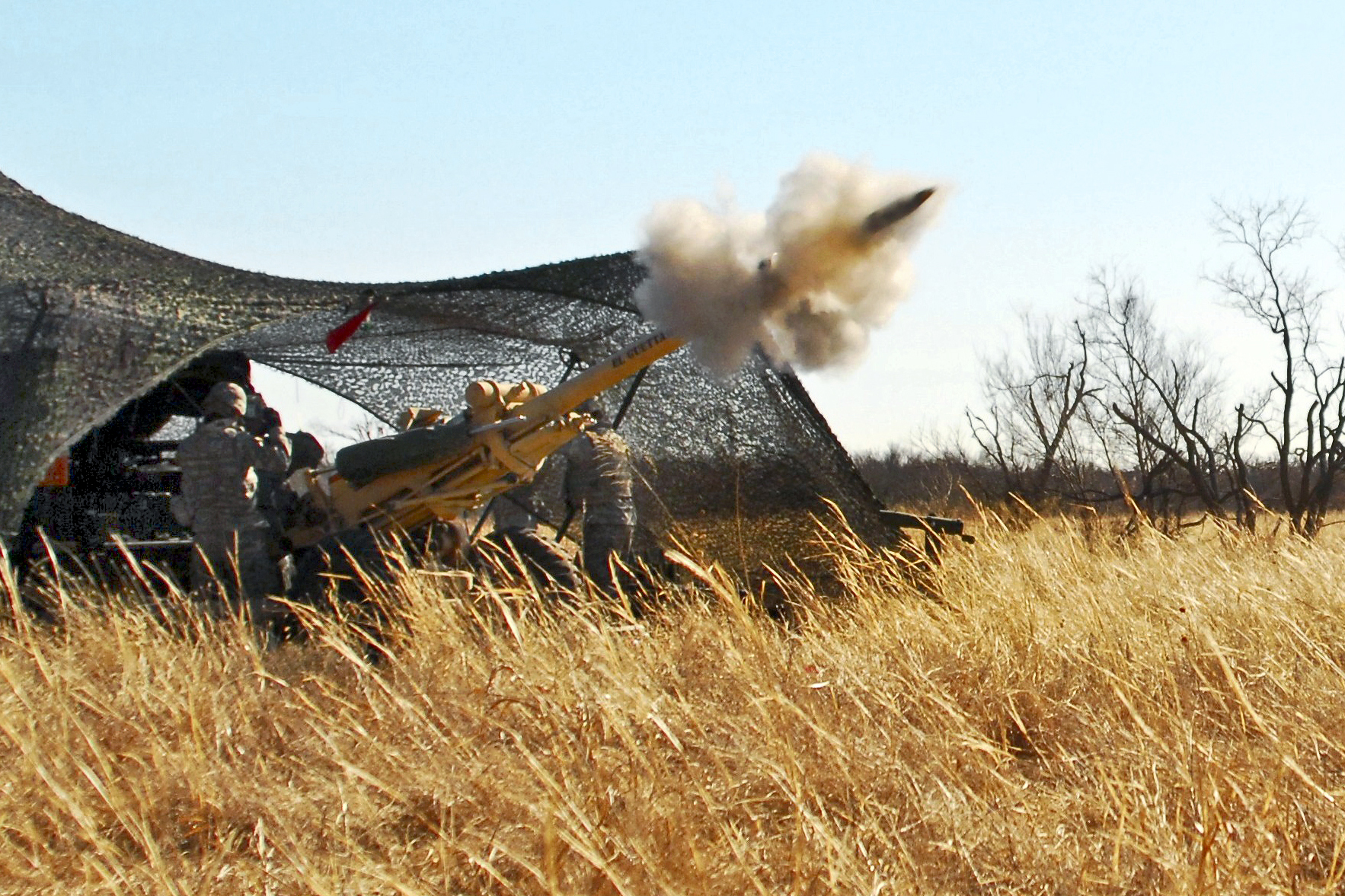
Артилеристи ведуть вогонь з 105-мм польової гаубиці M119. 2011
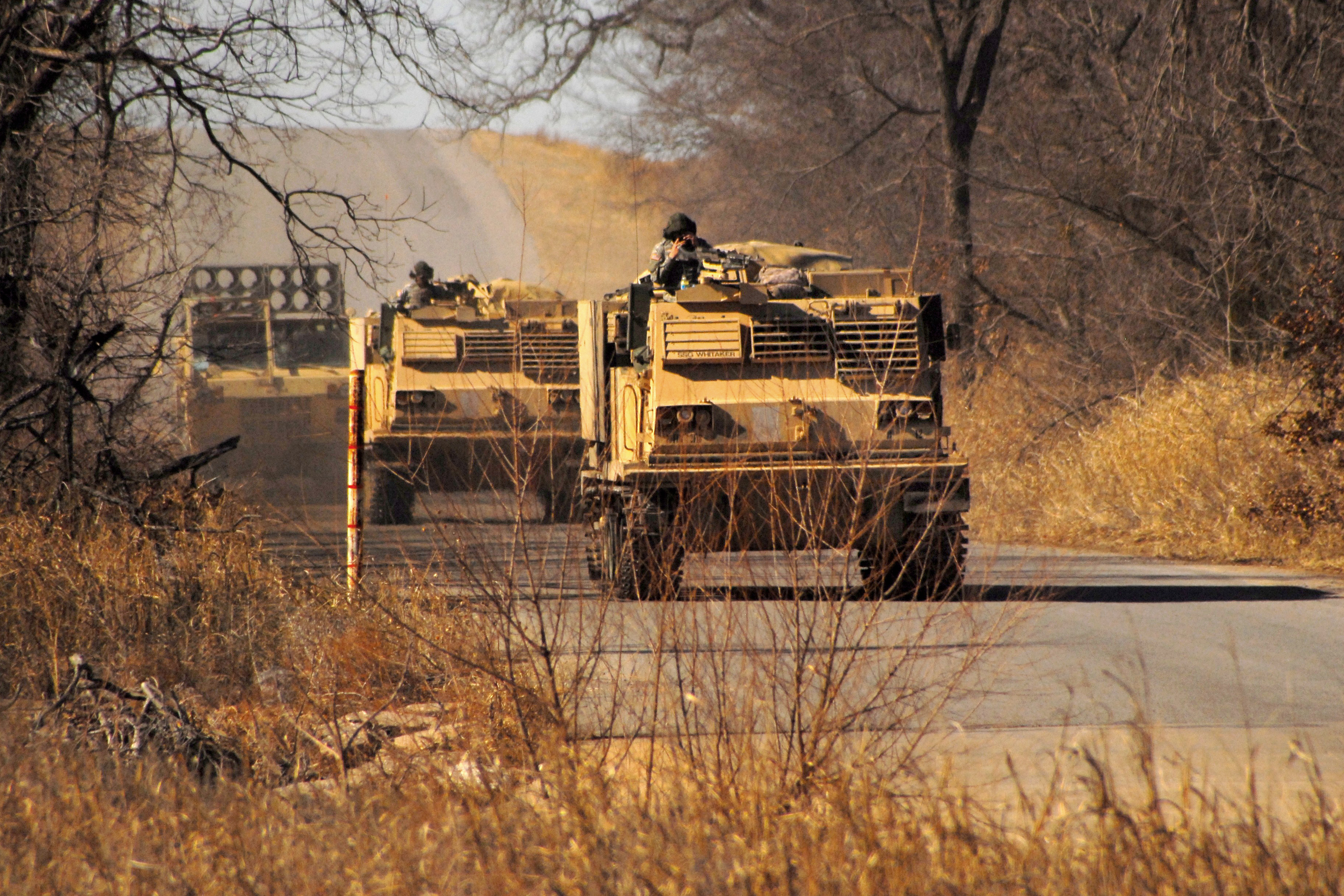
Колона підрозділу M270 MLRS на марші. 2011
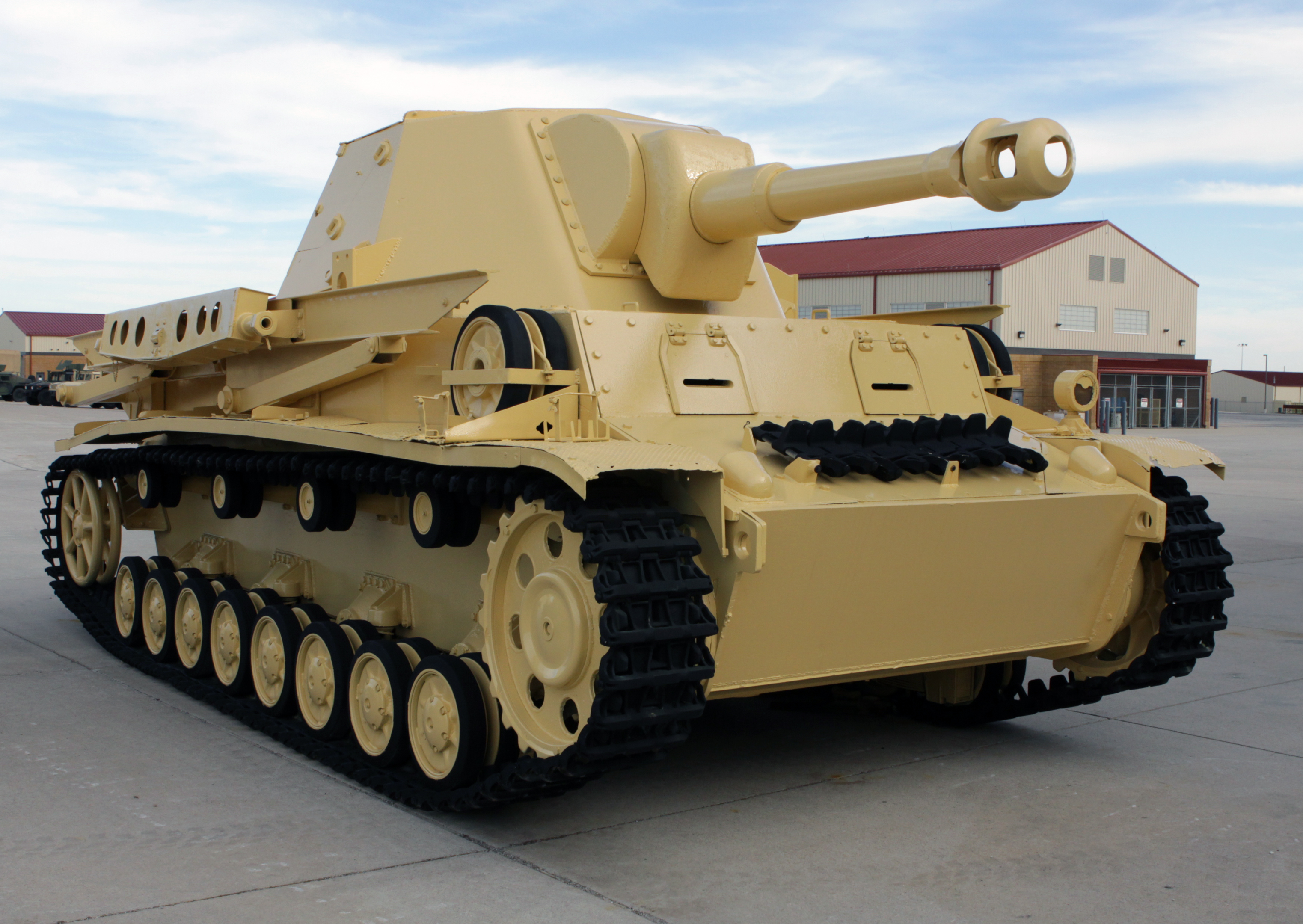
Прототип німецької САУ Heuschrecke 10 часів Другої світової війни у форт Сілл. 2013
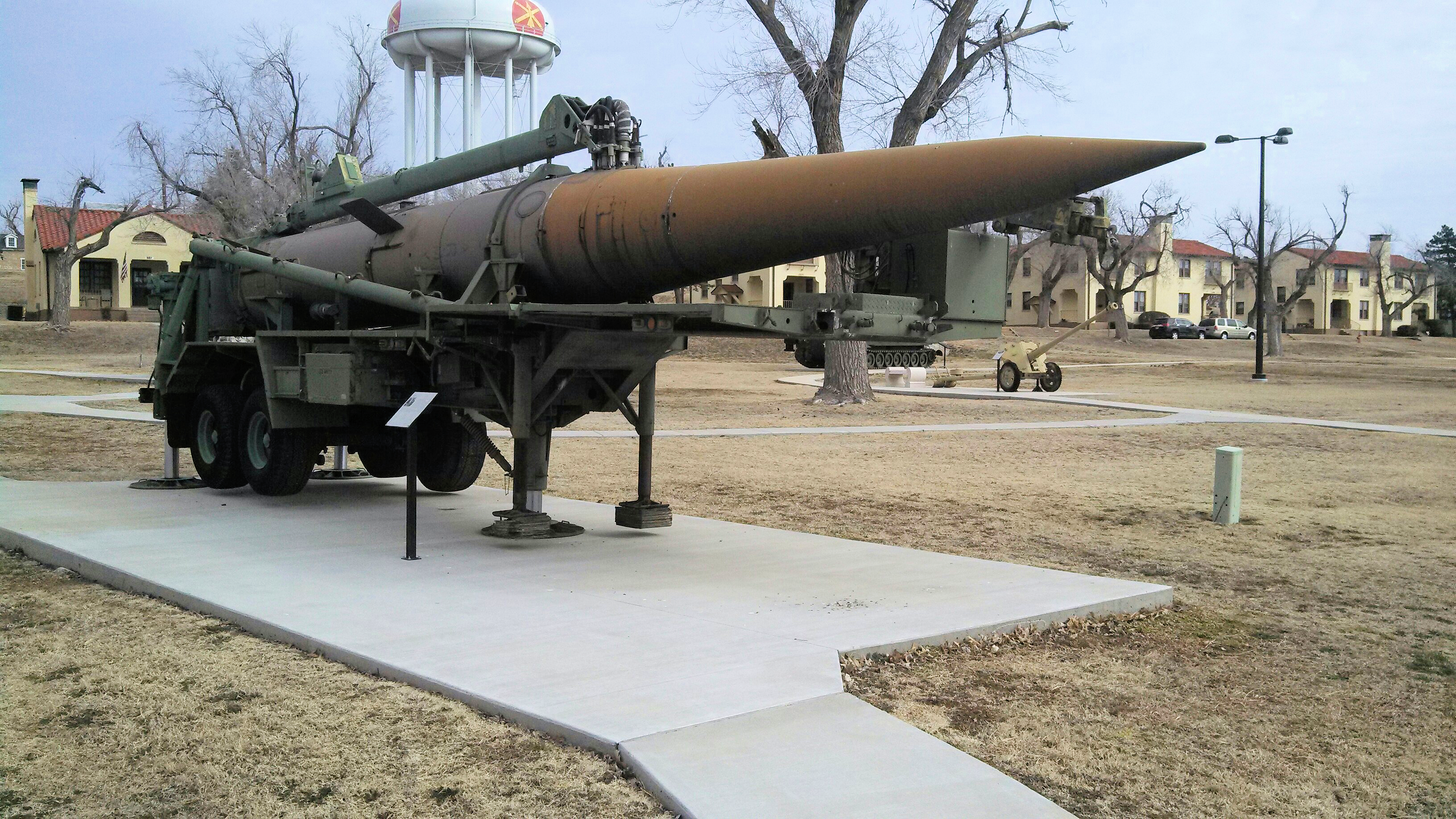
Твердопаливна балістична ракета малої дальності з ядерною боєголовкою Першинг-1 у музеї Форту. 2014